# Jacques Errera

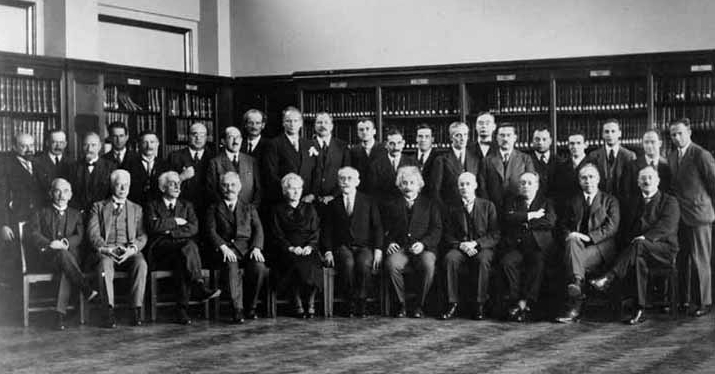
Errera auf der Sechsten Solvay-Konferenz 1930 (stehend, 6. von links)

Jacques Errera (* 25. September 1896 in Brüssel; † 30. März 1977) war ein belgischer Physikochemiker. Er wirkte an der Freien Universität Brüssel von 1926 als außerordentlicher und von 1930 als ordentlicher Professor für Chemie und befasste sich im Rahmen seiner wissenschaftlichen Tätigkeit insbesondere mit der Molekülstruktur, Infrarotspektroskopie, mit Ultraschallwellen und der Kolloidchemie. Für seine Forschung erhielt er unter anderem 1938 den Francqui-Preis.

## Leben

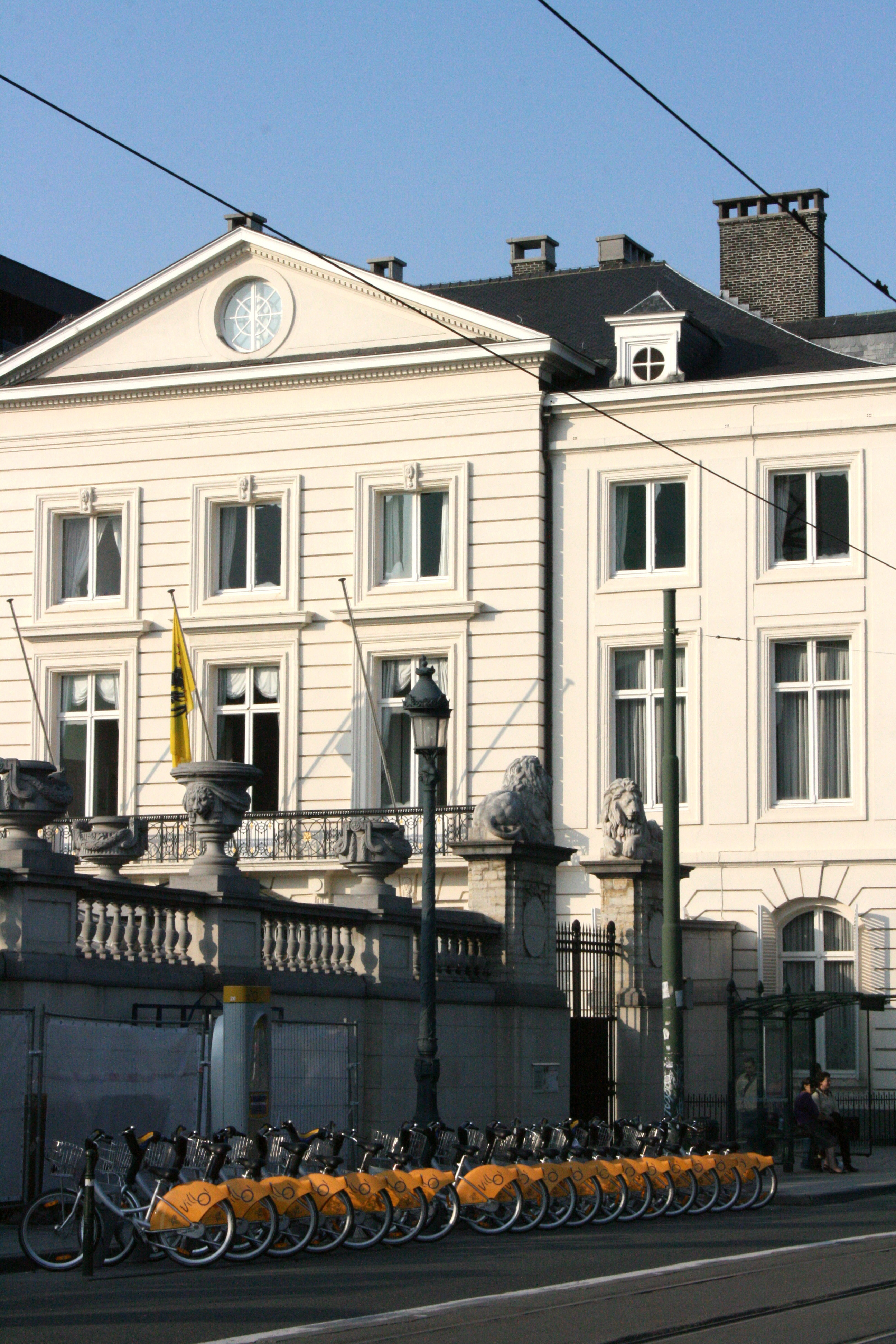
Das Hôtel Errera in Brüssel, Rue Royale 14, Wohnsitz von Jacques Errera bis zu seinem Tod 1977, heute offizielle Residenz der flämischen Regierung

Jacques Errera wurde 1896 als Sohn von Paul Errera, Professor für Verfassungs- und Verwaltungsrecht sowie später Rektor an der Freien Universität Brüssel, und seiner Frau Isabelle Goldschmidt-Franchetti geboren. Der Botaniker Léo Errera war sein Onkel. Die Vorfahren der Familie waren italienische Sepharden aus Venedig. Der Vater von Léo und Paul Errera, Jacques Errera (1834–1880), hatte sich im Zuge seiner Tätigkeit für die Kölner Bank „Sal. Oppenheim“ in Brüssel niedergelassen, wo er 1857 Marie Oppenheim heiratete und 1871 die Gründung der „Banque de Bruxelles“ initiierte. 
Errera promovierte 1921 an der Freien Universität Brüssel im Fach Chemie. 1923 erwarb er ebenda nach Studien an den Universitäten in Paris und Leipzig den Titel eines Docteur spécial im Fach der Physikalischen Chemie. Anschließend wirkte er ab 1924 als Dozent an seiner Alma Mater, an der er 1926 zum außerordentlichen und 1930 zum ordentlichen Professor ernannt wurde, eine Stellung, die er bis zu seiner Emeritierung im Jahr 1960 innehatte. Daneben war Errera von 1934 bis 1937 Vorsitzender der Jury des Prix Louis Empain im Fachbereich „Physik und Chemie“ und lehrte als Gastprofessor an den Universitäten in Paris, Cambridge, Manchester und Aberdeen. Der Schwerpunkt seiner wissenschaftlichen Arbeit lag in den Gebieten der Molekülstruktur, Infrarotspektroskopie, Ultraschallwellen und der Kolloidchemie.
In beiden Weltkriegen diente Errera als Major in der belgischen Armee mit dem Zuständigkeitsgebiet der chemischen Waffen. Im Zweiten Weltkrieg gelangte er auf dem Rückzug vor deutschen Truppen über Südfrankreich bis nach Portugal, von wo er 1941 seiner bereits zuvor emigrierten Familie in die Vereinigten Staaten nachfolgte. Während er nach Kriegsende mit seiner Frau und Tochter nach Belgien zurückkehrte, blieb sein Sohn in den USA und nahm die amerikanische Staatsbürgerschaft an.
Errera gehörte von 1959 bis 1968 dem Conseil national de la politique scientifique an, innerhalb dessen er 1963 als Vorsitzender der Arbeitsgruppe für Nuklearwissenschaften und 1966 als Mitglied der Technologiekommission fungierte. Zudem wirkte er als Ständiger Vertreter Belgiens bei der Internationalen Atomenergie-Organisation (1958) und als Kommissar für Kernenergie (1959–1970).
Für seine Verdienste wurde Errera mehrfach ausgezeichnet. So wurde ihm 1921 der Prix Jean Stas, 1923 der Prix A. De Potter, und 1960 für das Werk „Euratom : Analyse et commentaires du traité“ zusammen mit den Mitverfassern der Prix Emile Bernheim verliehen. 1938 erhielt Errera den renommierten Francqui-Preis. Die vierköpfige Jury, der neben dem Vorsitzenden Nevil Vincent Sidgwick auch Peter Debye, Charles Manneback und Léon Rosenfeld angehörten,  würdigte damit seine Arbeit auf dem Gebiet der molekularen Zusammensetzung der Materie und seine hervorragenden Forschungsergebnisse, mit der er sich internationale Autorität erworben habe, die in besonderem Maße zur Steigerung des Ansehens Belgien in der wissenschaftlichen Welt beigetragen habe. In der Folge wurde Errera der Leopoldsorden verliehen.
Errera war verheiratet mit Jacqueline Baumann, Tochter eines wohlhabenden Unternehmers. Gemeinsam hatten sie eine Tochter und einen Sohn, Paul Errera, Professor für Psychologie an der Yale University.

## Publikationen (Auswahl)
- Polarisation diélectrique. Blanchard, Paris 1928.
- Le moment électrique en chimie et en physique. Hermann, Paris 1935.
- Chimie physique nucléaire appliquée. Masson, Paris 1955.
- Phénomènes nucléaires et productivité. In: Revue de l'Institut de Sociologie. Brüssel 1955, ISSN 0770-1055, S. 205–221.
- Euratom: Analyse et commentaires du traité. Editions de la Libr. Encyclopédique, Brüssel 1958.